# Jordi González Belart
Jordi González Belart (Barcelona, 26 de setembre de 1961) és un periodista i presentador de ràdio i televisió català.

## Biografia
Jordi González va viure els seus primers anys de vida al barri barceloní del Guinardó. Va simultanejar els seus estudis de ciències de la informació amb els de filosofia, però als disset anys va entrar de forma casual a la ràdio, i des de llavors s'ha dedicat a la ràdio i des de fa uns anys exclusivament a la televisió. Els seus començaments en la ràdio van ser a Ràdio Popular de Reus, encara que va entrar a la Cadena SER tan sols un any després, on va dirigir i presentar a Ràdio Barcelona programes com La radio al sol, Brigada 8-2-8, Fórmula Tarde, Oye cómo va, i el popular concurs Doble o Nada. A més, ha treballà a Catalunya Ràdio, Ràdio Salut, Ràdio 4 (on el 1999 va fer el matinal Día a la vista), Radio 1 i RAC 1.
En televisió va començar als vint-i-sis anys, amb el programa La palmera (1988-1989) en el Circuit Català de Televisió Espanyola, inicialment al costat amb Irene Mir i Aurora Claramunt. Més tard, va ocupar durant un temps el lloc que havia deixat Júlia Otero en el concurs 3x4 (1990) de TVE 1, per tornar després a presentar a la cadena pública La palmera (1991), com a programa vespertí de la seva primera cadena i en aquesta ocasió per a l'àmbit estatal. El seu pas a les privades va ser a Antena 3 amb El turista habitual (1993), un concurs que va presentar amb Miriam Reyes. Al Canal Sur va presentar Todo tiene arreglo (1994-1996), programa que es va fer mereixedor d'un Premi Ondas el 1995. En aquesta etapa laboral a Andalusia és conegut com a Jorge González. Un any més tard va fer el seu primer treball per a TV3, el programa matinal Això no és tot (1996-1997), i després el programa d'entrevistes nocturn Les 1000 i una, que va estrenar el juliol de 1997.
Tan sols un mes després va abandonar TV3 per ser contractat per Telecinco —on ha desenvolupat bona part de la seva carrera televisiva— per substituir Xavier Sardà en la presentació del programa de debat Moros y cristianos (1997-1998). Per un especial d'aquest programa, González va entrar al Guinness World Records, ja que entre el 6 i el 7 de desembre de 1997 va dur a terme la Maratón Moros y cristianos 24 horas. L'any següent va presentar La noche por delante (1998), on va entrevistar diversos personatges rellevants.
El seu treball a Telecinco es va interrompre per tornar a TV3 a realitzar de nou Les 1000 i una (1998-2000), alhora que a Telemadrid presentava l'espai de tertúlia Todo depende (1998-1999). El 2000 torna a TVE 1 per a fer L'escalera mecánica, programa cancel·lat tres mesos després de la seva estrena per la seva escassa audiència. El gener de 2002 es va incorporar de nou a Antena 3 per conduir el programa d'entreteniment Abierto al anochecer, des d'un plató que imitava a un entresolat novaiorquès, i que va romandre deu mesos en antena. Així com estrenava aquest últim treball a Antena 3, també apareixia al programa Vitamina N (2002-2004) de Citytv, on van aparèixer una sèrie de personatges que el van acompanyar més tard a Telecinco, com «el Torito», Enric Escudé o Marta Torné.
El 2003, i de nou a Telecinco, va estar al capdavant dels programes A corazón abierto, on famosos revelaven els seus costats més ocults, i REC, un espai on s'investigaven diversos temes d'actualitat a través de reportatges d'investigació o amb càmera oculta. L'abril de 2004 pren contacte per primera vegada amb el gènere de la telerealitat, ja que va presentar per Telecinco la primera edició de La casa de tu vida. El mateix any també vindrien Gran Hermano VIP: El desafío i Gran Hermano: El debate. El juliol d'aquest mateix any torna a rellevar Sardà, però en aquest cas durant el descans estival de Crónicas marcianas, lloc que va ocupar el programa nocturn TNT, on llançaria a nivell estatal als seus antics col·laboradors de Citytv.
El 2006 va abandonar el programa per no sentir-se còmode amb el seu canvi de línia editorial, i Yolanda Flores el va substituir. En aquest moment el presentador va rebre l'encàrrec de presentar Engaño i Esta cocina es un infierno, però tots dos finalitzen la seva emissió abans del previst pels discrets resultats d'audiència. El setembre del mateix any va arrencar la vuitena edició de Gran Hermano i un cop més González va assumir la conducció del debat de diumenge a la nit.
El 2007 va presentar el programa d'entrevistes Díselo a Jordi, un programa de testimonis i sorpreses que emetia Telecinco els dissabtes i diumenges a la tarda. L'agost pren les regnes de La noria, un programa que s'emetia els dissabtes a la nit a Telecinco i que combinava entrevistes, actualitat i debat polític i de crònica social. Va presentar La noria juntament amb Glòria Serra al principi i posteriorment amb Sandra Barneda des de l'1 de maig de 2010. Sense abandonar La noria, a mitjans de febrer de 2008 torna a 8tv, l'antiga Citytv, per dirigir i presentar La Via Làctia, un programa nocturn diari de similar format a Vitamina N, però que només es va mantenir tres mesos en antena. És premiat amb el Micròfon d'Or de televisió 2008. El setembre de 2009 Telecinco confia novament a Jordi González la presentació dominical del Debate de Gran Hermano, amb l'onzena edició del programa.
El 2010 condueix de nou el debat de Gran Hermano i la seva continuació, El Reencuentro amb exconcursants de totes les edicions. El 29 de juliol d'aquest mateix any Telecinco estrena el reality Las joyas de la corona, conduït per González i en què Carmen Lomana exerceix de directora d'una acadèmia d'estil i moda. El 10 d'agost també de 2010 va estrenar el programa Más allá de la vida, un programa nocturn basat en el format portuguès Depois da vida, en què amb l'ajuda de la mèdium Anne Germain, diversos famosos es posen en contacte amb amics o familiars morts. Alhora, i de forma eventual, el presentador condueix especials del programa Hormigas blancas a la cadena, a manera de documental i debat especial sobre la vida de personatges populars o com a complement de l'emissió de les pel·lícules produïdes per Telecinco. El 2011 va presentar de nou El Reencuentro.

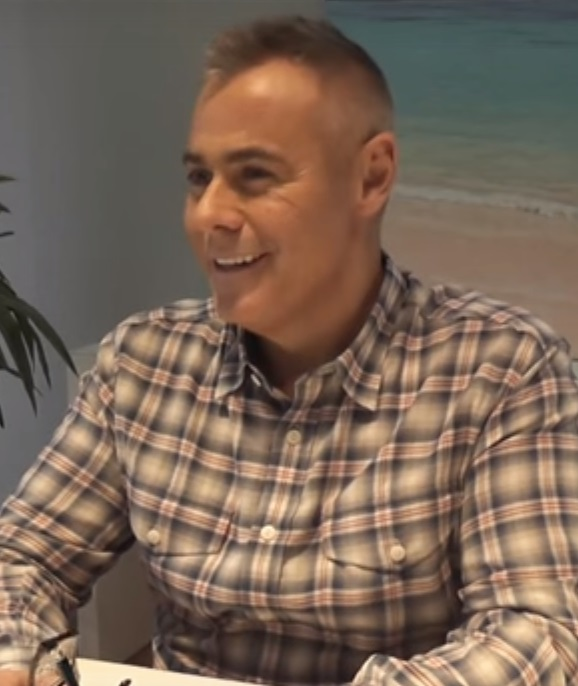
Jordi González el 2012

El gener de 2012 el seu programa La noria passa al programa nocturn dels dissabtes després del nou espai El gran debate, que també presentava Jordi González i que era de temàtica política i de debat. L'abril de 2012 va desaparèixer La noria i el setembre de 2013 finalitzava El gran debate.
El juny de 2013 s'anuncia que Jordi González renova el seu contracte amb Telecinco per tres anys més, pel que estaria fins al 2016 a la cadena de Mediaset España. L'octubre de 2013, Jordi González va tornar a Telecinco per presentar els dos debats especials de la nit de Los Niños Robados en horari de màxima audiència de la cadena. Tot seguit, va passar a presentar el programa nocturn Se enciende la noche. Des de març de 2014 i fins a desembre de 2014 va conduir a la nit dels dimarts de Telecinco el programa Hay una cosa que te quiero decir en substitució de Jorge Javier Vázquez. L'agost d'aquest mateix any va encarregarse de la presentació del programa de telerealitat Pasaporte a la isla.
Des de gener de 2015 i fins a abril de 2015, va conduir els debats i les gales setmanals de Gran Hermano Vip 3 en horari de màxima audiència dels dijous de Telecinco. Des d'octubre de 2015, s'encarrega de presentar els programes Gran Hermano: El Debate els diumenges i Gran Hermano: Límite 48 Horas els dimarts des de la seva setzena edició. Des de gener de 2016, torna a encarregar-se de les gales setmanals de Gran Hermano VIP les nits dels dijous, a més del programa Gran Hermano VIP: Límite 48 Horas els dimarts, mentre que la seva companya Sandra Barneda s'encarrega dels debats dominicals.

## Trajectòria en televisió
- 3x4 (1990), a TVE.
- La palmera (1991), a TVE.
- El turista habitual (1993), a Antena 3.
- Todo tiene arreglo (1994-1996), a Canal Sur.
- Això no és tot (1996-1997), a TV3.
- Les 1000 i una (1997; 1998-2000), a TV3.
- Moros y cristianos (1997-1998), a Telecinco.
- La noche por delante (1998), a Telecinco.
- Todo depende (1998-1999), a Telemadrid.
- La escalera mecánica (2000), a TVE.
- Abierto al anochecer (2002), a Antena 3.
- Vitamina N (2002-2004), a Citytv.
- A corazón abierto (2003), a Telecinco.
- REC (2003), a Telecinco.
- La casa de tu vida (2004-2007), a Telecinco.
- TNT (2004-2007), a Telecinco.
- Gran Hermano: El Debate (2004-actualitat).
- Gran Hermano VIP: El Debate (2005, 2015), a Telecinco.
- Engaño (2006), a Telecinco.
- Esta cocina es un infierno (2006), a Telecinco.
- Díselo a Jordi (2007), a Telecinco.
- La noria (2007-2012), a Telecinco.
- La noria express (2007-2011), a Telecinco.
- La Via Làctia (2008), a 8tv.
- Hormigas blancas (programes especials, 2009-2011), a Telecinco.
- El reencuentro (2010-2011), a Telecinco.
- Las joyas de la corona (2010), a Telecinco.
- Más allá de la vida (2010-2012), a Telecinco.
- El gran debate (2012-2013), a Telecinco.
- Niños robados (2013), a Telecinco.
- Se enciende la noche (2013-2014) a Telecinco.
- Hay una cosa que te quiero decir (2014) a Telecinco.
- Así es Kiko Rivera (2014) a Telecinco.
- Gran Hermano VIP (2015-actualitat), a Telecinco.
- Pasaporte a la isla (2015), a Telecinco.
- Mad in Spain (2017), a Telecinco.

## Premis i reconeixements
- Premi Ondas de televisió el 1995 per Todo tiene arreglo de Canal Sur TV[8]
- Premi Micròfon d'Or 2008 de televisió.
- Premi Protagonistas 2011 al presentador de televisió, atorgat per Onda Rambla i ABC Punto Radio.